# Хуснутдинова, Роза Усмановна
Роза Усмановна Хуснутдинова (род. 2 мая 1940, Уфа) — советский и российский сценарист, кинодраматург, прозаик.

## Биография
Родилась в семье языковеда Усмана Хусни (Хуснутдинова). Училась на заочном отделении Литературного института им. Горького (окончила в 1964 году), а затем — на Высших курсах сценаристов и режиссёров (окончила в 1970 году). Автор нескольких книг прозы («Как прекрасно светит сегодня луна» (1990), «Он прилетал лишь однажды» (1995), «Балерина на корабле» (2001) и др.), сценариев восьми игровых (например, «Триптих» Али Хамраева (1979), «Орнамент» А. Альпиева (1982) и др.) и более двух десятков анимационных фильмов (Льва Атаманова, Андрея Хржановского, Анатолия Солина и др.), а также выпусков киножурнала «Ералаш». Проза публиковалась в журналах «Юность», «Знамя», «Кукумбер», газете «Литературная Россия».
«До моего сценария Кира собиралась снимать сценарий Розы Хуснутдиновой. Он ей очень нравился. Назывался „Воробьевы горы“ и был странный такой, разлапистый, не сценарий даже, а очень хорошая проза. Кира её как-то нашла. Но после худсовета автора буквально со студии изгнали. <…> Она всегда носила татарские наряды, хотя живёт в Москве давно, но любила всякие монисты, халаты, придерживалась такого стиля и очень нежно, по-восточному разговаривала. Тогда это выглядело совсем странно, и на том худсовете она в этом виде всех напугала. Они ничего совершенно не поняли в том сценарии, таком прозаическом, слегка сказочном и слегка, по-нашему говоря, чернушном. Кира никак не могла её защитить, они возмущались, что она притащила такого автора, который всех презирает и ещё сидит и плюется косточками (Роза ела яблоки на худсовете)». (Наталья Рязанцева)

### Личная жизнь
Супруг — поэт Александр Гаврилов (1948—1983).

## Мультфильмы
- 1968 — «Велосипедист» (в сборнике «Калейдоскоп 68»)
- 1968 — «Бегемот» (в сборнике «Калейдоскоп 68»)
- 1969 — «Балерина на корабле»
- 1971 — «Шкаф» (в сборнике «Калейдоскоп-71», выпуск 2)
- 1972 — «Бабочка»
- 1973 — «Новеллы о космосе»
- 1973 — «Волшебная свирель» («Ауэн», КазССР)
- 1973 — «Мальчик-одуванчик» (КазССР)
- 1975 — «Как верблюжонок и ослик в школу ходили»
- 1975 — «Человек и его птица»
- 1976 — «Бумеранг»
- 1982 — «Старый кувшин»
- 1986 — «Состязание» (в сборнике «Весёлая карусель» № 17)
- 1988 — «Как прекрасно светит сегодня Луна»
- 1988 — «Дирижер» (ЭССР)
- 1993 — «Рождественская фантазия»
- 1998 — «Шуточный танец»
- 2001 — «Мультипотам» (сборник)
- 2002 — «Шаг в сторону»
- 2010 — «Воробей, который умел держать слово»
- 2010 — «Премьера»
- 2010 — «Тётушка-крапива»
- 2015 — «Мама-цапля»

## Киносценарии

### Киножурнал «Ералаш»

#### 1975
1. English lesson / Урок английского (выпуск 3, эпизод 3) (реж. Марк Осепьян).
2. Очевидное-невероятное (выпуск 5, эпизод 1) (реж. Марк Осепьян).

#### 1976
1. Мечты (выпуск 10, эпизод 1) (реж.  Марк Осепьян. комп. Марк Минков).

#### 1979
1. Задачка (выпуск 22, эпизод 3) (реж. Владимир Златоустовский).

#### 1980
1. Очевидное-неприятное (выпуск 24, эпизод 2) (реж. Михаил Юзовский).

#### 1983
1. Сказка - ложь, да в ней намек... (выпуск 37, эпизод 2) (реж. Виктор Волков)
2. Передо мной явилась ты... (выпуск 39, эпизод 3) (реж. Ефим Гальперин)
3. Чудеса в решете (выпуск 40, эпизод 3) (реж. Геннадий Васильев).

#### 1984
1. Смотреть противно (выпуск 47, эпизод 1) (реж. Валентин Ховенко).

#### 1987
1. О чём молчали газеты (выпуск 65, эпизод 3) (реж. Игорь Вознесенский).

#### 1989
1. Турист-89  (выпуск 73, эпизод 3) (реж. Валентин Ховенко).

#### 2002
1. Террорист (выпуск 150, эпизод 3) (реж. Владимир Панжев)

#### 2007
1. Если б я был султан (выпуск 213, эпизод 3) (реж. Мария Рязанова-Жуковская)